# Eddy Casterman
Ne doit pas être confondu avec Casterman (homonymie).
Eddy Casterman, né le 28 juillet 1996 à Lille, est un homme politique français. Il est élu conseiller municipal d'Englos lors des élections municipales de 2020, puis député dans la troisième circonscription de l'Aisne lors des élections législatives de 2024.

## Biographie
Eddy Casterman naît à Lille (Nord) le 28 juillet 1996.
En 2020, il succède à Erik Tegnér à la tête du Collectif Racines d'avenir. Élu en 2020 dans la municipalité d'Englos avec 188 voix, il semble cumuler cette responsabilité avec le poste d'attaché parlementaire auprès du sénateur de l'Orne Vincent Segouin[Quand ?], du parti Les Républicains.
Ce dernier se sépare de lui le 10 décembre 2021, alors qu'Eddy Casterman s'engage dans la campagne d'Éric Zemmour,. Alors qu'il est adjoint aux affaires scolaires de la commune d'Englos, il prend part aux élections pour Reconquête dans la onzième circonscription du Nord lors des élections législatives françaises de 2022. Il obtient 3,36 % des votes exprimés. 
Lors des élections législatives de 2024, il est investi par le Rassemblement national dans la troisième circonscription de l'Aisne. Il est élu dès le premier tour avec 57,6 % des voix face au député sortant, Jean-Louis Bricout, qui obtient 37,6 % des voix. Selon Mediapart, il est investi grâce au soutien de Marion Maréchal, dont il est proche.
Il rejoint en octobre 2024 le parti Identité-Libertés, fondé par Marion Maréchal.

## Résultats électoraux

### Élections législatives
| Année | Parti      | Parti         | Circonscription | 1er tour | 1er tour | 1er tour | 2d tour | 2d tour | 2d tour | Issue   |
| Année | Parti      | Parti         | Circonscription | Voix     | %        | Rang     | Voix    | %       | Rang    | Issue   |
| ----- | ---------- | ------------- | --------------- | -------- | -------- | -------- | ------- | ------- | ------- | ------- |
| 2022  |            | Reconquête    | 11e du Nord     | 1 438    | 3,36     | 6e       |         |         |         | Éliminé |
| 2024  | Nuance EXD | 3e de l’Aisne | 23 577          | 57,64    | 1er      |          |         |         | Élu     |         |